# Tesfaye Dadi
Tesfaye Dadi (19 maggio 1969) è un ex maratoneta etiope.

## Palmarès
| Anno | Manifestazione    | Sede     | Evento    | Risultato | Prestazione | Note |
| ---- | ----------------- | -------- | --------- | --------- | ----------- | ---- |
| 1987 | Mondiali di cross | Varsavia | Corsa U20 | 63º       | 24'16"      |      |
| 1987 | Mondiali di cross | Varsavia | A squadre | Oro       | 19 p.       |      |
| 1988 | Mondiali di cross | Auckland | Corsa U20 | 17º       | 25'12"      |      |
| 1988 | Mondiali di cross | Auckland | A squadre | Argento   | 33 p.       |      |
| 1988 | Mondiali juniores | Sudbury  | 20 km     | 5º        | 1h00'54"    |      |
| 1991 | Mondiali          | Tokyo    | Maratona  | dnf       | dnf         |      |

## Altre competizioni internazionali[1]
1988
- 5º alla Maratona di Berlino ( Berlino) - 2h12'49"[2]

1990
- Bronzo alla Maratona di Rotterdam ( Rotterdam) - 2h15'01"[2]

1991
- Bronzo alla Maratona di Rotterdam ( Rotterdam) - 2h10'08"[2]
- 20º alla Maratona di Fukuoka ( Fukuoka) - 2h17'14"[2]

1992
- 8º alla Maratona di Rotterdam ( Rotterdam) - 2h12'42"[2]

1993
- 23º alla Maratona di Rotterdam ( Rotterdam) - 2h21'54"[2]